# Jakob der Lügner
Jakob der Lügner é um filme de drama alemão de 1975 dirigido e escrito por Frank Beyer e Jurek Becker. Foi indicado ao Oscar de melhor filme estrangeiro na edição de 1976, representando a Alemanha Oriental.

## Elenco
- Vlastimil Brodský – Jakob Heym
- Erwin Geschonneck – Kowalski
- Henry Hübchen – Mischa
- Blanche Kommerell – Rosa Frankfurter
- Armin Mueller-Stahl – Roman Schtamm
- Peter Sturm – Leonard Schmidt
- Dezső Garas – Mr. Frankfurter
- Margit Bara – Josefa Litwin
- Reimar J. Baur – Herschel Schtamm
- Zsuzsa Gordon – Mrs. Frankfurter
- Friedrich Richter – Dr. Kirschbaum
- Manuela Simon – Lina
- Hermann Beyer – Duty officer
- Klaus Brasch – Josef Neidorf
- Jürgen Hilbrecht – Schwoch